# František Tůma
František Ignác Antonín Tůma (Kostelec nad Orlicí, Bohèmia, 2 d'octubre de 1704 - Viena, Arxiducat d'Àustria, 30 de gener de 1774) fou un compositor txec del Barroc. Deixeble de Czernohorsky a Praga i de Fux a Viena. El 1741 fou nomenat compositor de cambra de l'emperadriu vídua Elisabet, però el disgust que li produí la mort de la seva esposa el 1768 influí en la seva salut, i es retirà al convent dels premonstratencs de Gera, on va fer de professor, tenint entre els seus alumnes a Thomas Frieberth i, on va morir. Va escriure més de trenta misses, entre elles dues d'inspiració verdaderament grandiosa; un Miserere, diversos responsoris i música instrumental. En l'obra Musik und Weltanschauung de O. Schmid, s'hi poden trobar algunes obres de František Tůma.